# Calybites securinella
Calybites securinella är en fjärilsart som först beskrevs av Ermolaev 1986.  Calybites securinella ingår i släktet Calybites och familjen styltmalar. Inga underarter finns listade i Catalogue of Life.